# Kappa Centauri
Kappa Centauri (κ Cen/κ Centauri) je dvojhvězda v souhvězdí Kentaura. Od Země je vzdálena přibližně 540 ly. Hlavní složka systému, κ Centauri A, je modrobílý podobr typu B zdánlivé hvězdné velikosti +3,13. Jedná se o spektroskopickou dvojhvězdu, jejíž průvodce se nachází v úhlové vzdálenosti 0,12 vteřin.